# خالد بدرة
خالد بدرة من مواليد 8 أبريل 1973 في القيروان في تونس، لاعب كرة قدم تونسي اسبق.
لعب مع منتخب تونس لكرة القدم وخاض كأس العالم سنتي 1998 و2002 وفاز بكأس الأمم الأفريقية 2004.
لعب للترجي الرياض التونسي وتحصل على 9 بطولات
ثم انتقل للنادي الاهلي السعودي بجدة، وبعد ذلك فسخ عقده مع النادي الاهلي السعودي لينتقل لناديه السابق الترجي الرياضي التونسي.
اعتزل كرة القدم موسم 2009.
تستلم مساعد مدرب الفريق النادي الاهلي السعودي بجدة، وفي نهاية شهر أغسطس 2010 م تم إلغاء عقدة ويشتغل حاليا وكيل لاعبين متعاقد مع الفيفا.

## إنجازاته

### مع الأندية
- كأس الأفروآسيوية : 1995
- كأس تونس : 1997, 1999, 2006
- كأس الاتحاد الإفريقي : 1997
- الدوري التونسي : 1998, 1999, 2000, 2002, 2004, 2006
- كأس الكؤوس الإفريقية : 1998
- البطولة العربية للأندية : 2003
- كأس الاتحاد السعودي : 2007
- كأس ولي العهد السعودي : 2007

### مع المنتخب الوطني
- 4 مشاركات في كأس الأمم الإفريقية : 1996, 1998, 2000, 2002, 2004
- المشاركة في دورة الألعاب الأولمبية أتلانتا 1996
- المشاركة في كأس العالم في فرنسا 1998
- المشاركة في كأس العالم في كوريا واليابان 2002
- تحقيق كأس الأمم الإفريقية 2004

## روابط خارجية
- خالد بدرة على موقع الاتحاد الدولي (مؤرشف)  (الإنجليزية)
- خالد بدرة على موقع اتحاد تركيا (لاعب) (الإنجليزية)
- خالد بدرة على موقع قاعدة بيانات كرة القدم.إي يو (الإنجليزية)
- خالد بدرة على موقع ناشيونال فوتبول تيمز (الإنجليزية)
- خالد بدرة على موقع كووورة
- خالد بدرة على موقع أوليمبيديا (الإنجليزية)